# Miklós Németh
Miklós Németh (pronúncia: [ˈmikloːʃ ˈneːmɛt]; nascut el 24 de gener de 1948) és un economista i polític socialdemòcrata hongarés jubilat que va exercir com a primer ministre d'Hongria del 24 de novembre de 1988 al 23 de maig de 1990. Va ser un dels líders del Partit Socialista Obrer, el Partit Comunista d'Hongria, en els anys tumultuosos que van portar a l'enfonsament del comunisme a l'Europa de l'Est i Central. Va ser l'últim primer ministre comunista d'Hongria.

## Biografia
Németh va nàixer en el si d'una família de camperols catòlics pobres el 24 de gener de 1948 a Monok, el lloc de naixement del revolucionari Lajos Kossuth. Era d'origen suau per part materna, els Stajz havien estat reassentats per la família aristòcrata Károlyi al segle XVIII. El iaio de Németh va ser deportat de Monok a la Unió Soviètica la tardor de 1944, i només el 1951 va poder tornar a casa. El seu pare András Németh, un catòlic devot, va lluitar en la batalla de Voronezh i va sobreviure a la derrota hongaresa al riu Don, a principis de 1943. Va tornar a Hongria el 1946. Aquella identitat dual va estar present a la vida política de Németh, ja que tenia antecedents familiars cristians independentment de la seua carrera al partit comunista. Per exemple, quan es va casar amb Erzsébet Szilágyi el 1971, també tingueren un casament a l'església després del seu matrimoni civil. Németh tenia 8 anys durant la revolució hongaresa de 1956, per la qual cosa sols tingué records aïllats sobre aquells esdeveniments; els seus pares escoltaren Ràdio Europa Lliure, les banderes del1848 a la plaça principal del poble i el secretari local del partit sent detingut i obligat a recitar l'oració del Senyor per part dels revoltats. Németh no podria haver conegut tota la veritat dels fets a causa de la propaganda i l'ocultació estatals fins als seus estudis als Estats Units.
Després d'acabar l'escola primària a Szerencs, el 1962 Németh va assistir a l'escola de comerç i restauració Berzeviczy Gergely de Miskolc, on el teòleg i historiador Gábor Deák va ser un dels seus professors. Va fer el seu examen final el 1966, després d'això va ser admès a la Universitat d'Economia Karl Marx. De manera excepcional en el sistema acadèmic de l'època comunista, la universitat tenia un cert grau d'autonomia a causa del poderós i influent rector Kálmán Szabó, que havia participat en la preparació i producció d'una gran reforma econòmica, anomenada Nou Mecanisme Econòmic el 1968, que va introduir alguns elements de mercat i capitalistes al sistema econòmic hongarés. Amb aquell lideratge reformista, va sorgir una nova intel·lectualitat economista, en lloc dels experts marxistes ortodoxos, que ja estaven familiaritzats amb el currículum occidental i van tindre l'oportunitat d'estudiar a l'estranger.
Németh es va graduar el 1971, i posteriorment es va convertir en professor ajudant, més tard professor universitari a temps complet. Németh va guanyar una beca de la International Research & Exchanges Board als Estats Units per als semestres 1975-76, des d'on posteriorment va assistir a la Universitat Harvard. Va aprendre teoria de la decisió, anàlisi cost-benefici i dret empresarial Posteriorment, Németh seria acusat per líders comunistes de línia dura, que al·legaven que l'Agència Central d'Intel·ligència (CIA) l'havia reclutat durant el seu any a Harvard, si bé ell considerà aquelles acusacions com un "sense sentit".

## Carrera inicial
Novament a Hongria, Németh va deixar la Universitat d'Economia i va treballar per a l'Oficina Nacional de Planificació (OT) des de 1977. També es va unir al Partit Socialista Obrer Hongarès (MSZMP). Va ser investigador teòric fins al 1978, quan va ser traslladat al Departament d'Economia de l'oficina. Allà la seua funció era la preparació de documents sobre enquestes industrials, agràries, socials, etc., esborranys que s'enviaven al Consell de Ministres. Segons Németh, es va familiaritzar llavors amb la realitat econòmica i l'extensió real de l'enorme deute públic. El règim comunista i el Banc Nacional d'Hongria van exercir una doble comptabilitat, i fins i tot la majoria del Comitè Polític del partit no tenia informació sobre les dades reals. Németh va començar a treballar per al Departament d'Economia del Partit el 1981. Ell i Ferenc Bartha van negociar amb Alan Whittome i Jacques de Larosière, representants del Fons Monetari Internacional (FMI) l'any 1982, però Németh també va participar en una conferència per a recórrer a préstecs de la Xina, contourant els soviètics.
Németh va ser nomenat cap del departament econòmic el 1986, quan Mikhaïl Gorbatxov es va convertir en líder de la Unió Soviètica. Németh, que havia conegut el nou secretari general prèviament, va anticipar que s'obria un nou període amb reformes socials, polítiques i econòmiques. Németh va ser ascendit al Comité Central com a secretari a càrrec de Política Econòmica el juny de 1987. El maig de 1988, va ser elevat al Politburó. En aquell període, el secretari general del partit, János Kádár, va ser substituït després de molts anys pel primer ministre Károly Grósz, que va intentar establir un govern "tecnocràtic" i va encarregar a Németh que negociara amb el Deutsche Bank per aconseguir un préstec de mil milions de marcs.

## Primer ministre d'Hongria
L'estiu de 1988, el secretari general Grósz va anunciar la seua intenció de dimitir del seu càrrec de primer ministre per a centrar-se completament en l'organització del partit. A diferència de la pràctica anterior, va nomenar quatre candidats, Rezső Nyers, Imre Pozsgay, Ilona Tatai i Pál Iványi per al càrrec per discutir amb els comitès locals del partit, els sindicats i el Front Popular Patriòtic. Com que Grósz era conscient de la desastrosa situació econòmica i de la imminent insolvència, Németh també va ser nomenat per al càrrec perquè s'havia establert una reputació d'expert econòmic. Finalment, l'ancià Nyers es va retirar de la candidatura a favor de Németh. Va prestar jurament el 24 de novembre de 1988, esdevenint el cap de govern més jove del món fins a l'elecció del primer ministre pakistanès Benazir Bhutto el desembre de 1988.
Németh es va convertir en primer ministre des d'una posició relativament baixa, ja que mai havia ocupat cap càrrec ministerial o secretari d'estat en els governs anteriors. També va "heretar" alguns ministres influents del gabinet Grósz (és a dir Frigyes Berecz i István Horváth), fet que va fer entendre dins del partit que Németh seguia les ordres de Grósz en aquells mesos. Com que encara no s'havia creat un pressupost per a l'any següent, el sistema no era sostenible sense retallades pressupostàries, segons Németh, l'objectiu de Grósz era convertir el seu primer ministre en un boc expiatori, protegint el seu poder i la ideologia comunista. Els conflictes entre les línies dures i les reformistes es van eixamplar quan Grósz va pronunciar un discurs al Budapest Sportcsarnok en què va esmentar l'agudització de la lluita de classes i va insinuar la possibilitat de l'amenaça imminent del retorn del terror blanc a Hongria. Németh es va desvincular gradualment de la direcció del partit. Grósz, que no tenia ni idea que el seu successor no seguiria les seues ordres, fins i tot va punxar el telèfon de Németh i el seu personal descobriria posteriorment dispositius d'escolta encoberts a la residència del primer ministre. Durant els següents mesos, l'ala de la línia dura es va afeblir permanentment; el Comitè Polític i el Front Popular Patriòtic van renunciar al seu dret a proposar candidats a càrrecs ministerials; i el 10 de maig de 1989, Németh va aconseguir renovar completament la composició del seu gabinet. Va transformar el gabinet en un "govern d'experts" els membres del qual estaven destinats a fer la transició de la dictadura unipartidista a la democràcia. Els reformistes Gyula Horn, László Békesi, Csaba Hütter, Ferenc Glatz i Ferenc Horváth esdevingueren llavors membres del gabinet. Després d'això, el govern de Németh es va posar baix l'autoritat de l'Assemblea Nacional en lloc del Partit dels Comunistes.

### Transició a la democràcia
Després de ser ascendit a primer ministre el novembre de 1988, Németh va prendre la controvertida decisió de deixar passar per Hongria als alemanys orientals, durant molt de temps restringits el dret de viatjar, deixant-los entrar a Alemanya Occidental. Aquella decisió és considerada àmpliament com un factor que va contribuir a la caiguda del mur de Berlín el 9 de novembre de 1989. Es va convertir en el primer primer ministre postcomunista d'Hongria després que el Partit Socialista Hongarés dels Treballadors es transformara en el Partit Socialista Hongarés, el 7 d'octubre de 1989, un partit socialdemòcrata de centre esquerra, del qual Németh va ser membre fundador. Després de l'aprovació de les esmenes constitucionals pel parlament el 23 d'octubre de 1989 que van eliminar el caràcter comunista de la Constitució, Németh es va convertir en el primer primer ministre (provisional) de la Tercera República Hongaresa i el nou líder d'Hongria com a tal.

## Després de la presidència
Va deixar el càrrec el 23 de maig de 1990, després de patir la derrota de József Antall a les primeres eleccions lliures a Hongria després de la caiguda del comunisme. Va ser diputat independent per Szerencs fins a l'abril de 1991. Németh va exercir posteriorment com a vicepresident del Banc Europeu de Reconstrucció i Desenvolupament, amb seu a Londres, la institució financera establerta per la comunitat internacional per ajudar els països de l'Europa central i oriental i l'antiga Unió Soviètica en la transició cap a economies de mercat democràtiques. L'any 2000 va deixar el BERD per tornar a Hongria. Va intentar convertir-se en el primer ministre designat del partit socialista, llavors en l'oposició, però no va tenir èxit, ja que Péter Medgyessy va ser nomenat com a candidat, i posteriorment esdevingué primer ministre.
El 1993, Németh també va rebre un Doctorat Honoris Causa per la Universitat Heriot-Watt.
El 2007, Németh va rebre l'encàrrec del secretari general de les Nacions Unides, Ban Ki-moon, d'investigar l'ús il·legal de finançament del Programa de les Nacions Unides per al Desenvolupament (PNUD) a Corea del Nord. Abans d'això, l'Agència Central d'Intel·ligència havia informat a l'administrador Kemal Derviş que el govern nord-coreà havia falsificat i reimprimir bitllets enviats, que formaven part de l'ajuda alimentària. Németh va dirigir el comitè d'investigació de tres membres que va determinar l'existència de l'ús no autoritzat de fons, i les sucursals de distribució al Caire i Macau. El juny de 2008 es va publicar l'informe de 380 pàgines.
Pel seu paper en la unificació d'Alemanya i Europa, el juny de 2014 Németh va rebre el premi Point Alpha. Németh també va participar en la celebració del 25è aniversari de la caiguda del mur de Berlín, al costat de Mikhail Gorbachev, Lech Wałęsa i polítics alemanys. En una entrevista, Németh va dir que l'enderrocament del mur de Berlín es va produir de sobte, però que feia mesos que s'havia acumulat l'impuls que desenvocaria a l'esdeveniment, ja que el març de 1989 Gorbatxov havia promès que els soviètics no actuarien violentament després de l'obertura de la frontera hongaresa amb Àustria.